# Mac (zoon)
Mac is het Goidelische woord voor zoon. In veel Ierse en Schotse namen wordt het gebruikt als voorvoegsel, gevolgd door (het genitief van) de naam van een (legendarische) voorouder.
De naam Mac Seán betekent dus hetzelfde als Johnson, Fitzjohn, Ivanovitz of Jansen.
Een ander voorvoegsel, dat vooral in Ierland veel voorkomt, is Ó, in het Engels geschreven als O', met de betekenis kleinzoon.

## Uitspraak
Het woord mac wordt uitgesproken zoals het geschreven staat.
Het rijmt ongeveer op kakkerlak, wat voor Nederlandse sprekers nauwelijks een probleem oplevert.
Nederlandstaligen spreken het echter zelden zo uit.
In de verengelste uitspraak rijmt mac op backtrack.
Deze uitspraak is vervolgens vernederlandst en rijmt dan op lekkerbek.

## Spelling
Vanouds lette men niet precies op de juiste spelling.
Namen als Bruijn, Bruyn, en Bruin golden als identiek.
Tegenwoordig worden namen nauwkeurig geregistreerd en stelt men prijs op de juiste schrijfwijze.
Het is nu onbeleefd om Bruyn te schrijven aan iemand die Bruijn heet.
Ditzelfde geldt ook voor de namen die met Mac beginnen.
In de verengelste namen schrijven sommige families Mac en andere Mc.
Na Mac of Mc komt meestal geen spatie maar wel een hoofdletter.
In de Gaelische vorm schrijft men steeds Mac (soms Mág) en daarna komt een spatie.

## Voorbeelden
De Ierse namen zijn verschillend voor vrouwen en mannen en hebben bovendien een afwijkend genitief.
- De vrouwelijke vorm van Mac en Ó is Ní met aspiratie
- Het genitief van Mac is Mhic met aspiratie, bijvoorbeeld Mhic Charthaigh
- Het genitief van Ó is Uí met aspiratie, bijvoorbeeld Uí Cheallaigh

Aspiratie houdt in dat er een h komt na de beginletter van de naam (alleen na B, C, D, F, G, M, P, S, T)
- Begint de naam met een klinker, dan komt daarvoor een h als de naam wordt voorafgegaan door Ó.

| Iers-Gaelisch | Iers-Gaelisch  | Engels               |
| man           | vrouw          |                      |
| ------------- | -------------- | -------------------- |
| Mac Carthaigh | Ní Charthaigh  | McCarthy             |
| Mac Conmara   | Ní Chonmara    | MacNamara            |
| Mac Domhnaill | Ni Dhomhnaill  | MacDonnell, McDonald |
| Mág Aonghusa  | Ní Aonghusa    | McGuiness, Magennis  |
| Ó Cinnéide    | Ní Chinnéide   | Kennedy              |
| Ó Neill       | Ní Neill       | O'Neill              |
| Ó Raghallaigh | Ní Raghallaigh | O'Reilly             |
| Ó Ceallaigh   | Ní Cheallaigh  | O'Kelly              |
| Ó hEadhra     | Ní Eadhra      | O'Hara               |